# Klasz Márton
Klasz Márton (Stomfa, 1819. október 30. – Budapest, 1881. március 16.) vízépítő mérnök, királyi tanácsos és országos középítészeti felügyelő.

## Életpályája
Eleinte a Tisza-szabályozásnál dolgozott (1846), majd a pesti Duna-szakasz szabályozásának vezetője volt. 1863-ban Bodoki Károllyal és Boros Frigyessel együtt készítette el a Felső-Tisza–Érvölgy–Körös-csatorna tervét.
Fennmaradt műszaki tartalmú írása számos fontos információval szolgált a korabeli építési munkálatokról, a technikai jellegű problémák leküzdéséről.
Sírja a Farkasréti temetőben található (1-1-310).

## Műve
- Főmérnöki jelentés a balparti Dunagátról és a Turján-Őrjeg vizének lecsapolásáról (Pest, 1859)